# My Number One
My Number One (em português: O meu número um) foi a canção que representou a Grécia no Festival Eurovisão da Canção 2005 que se desenrolou em Kiev, na Ucrânia no dia 21 de maio desse ano.
A referida canção foi interpretada em Inglês por Helena Paparizou. Como a Grécia tinha terminado o Festival Eurovisão da Canção 2004, em terceiro lugar (no top 12), a música foi pré-qualificado para a final em 2005. A canção foi a décima-nona a ser interpretada na noite do festival, a seguir à canção da Croácia "Vukovi umiru sami", cantada por Boris Novković & Lado e antes da canção da Rússia "Nobody Hurt No One", cantada por Natalia Podolskaya. Terminou a competição em 1.º lugar (entre 24 participantes), tendo recebido um total de 230 pontos.
Durante a actuação, Paparizou fez um show no palco da música. Alguns dos visuais mais lembradas do show inclui-la a dançar uma dança tradicional grega Ponciano, os quatro bailarinos que fazem a forma do número 1 do piso (mostrou a partir da câmera aérea) e sua reprodução de um lyra imaginário enquanto seus dançarinos buscá-la.
No Congratulations no final de 2005, a canção foi nomeado como um dos cinco maiores canções eurovisivas de todos os tempos, ganhando o quarto lugar na história do Eurovisão.
"My Number One" também ocupou dois recordes na Eurovisão:
- O primeiro foi que "My Number One" marcou uma média de apenas 6,05 pontos por júri, a média mais baixa para uma canção vencedora na época. Este recorde foi anteriormente detido pela Jugoslávia em 1989 com a canção "Rock Me", e mais tarde foi quebrado pelo Azerbaijão em 2011, com "Running Scared", de Ell e Nikki.
- O segundo foi o recorde de mais de 12 pontos dados para um país. "My Number One" recebeu 10 vezes 12 pontos, empatando com a canção do Reino Unido de 1997 "Love Shine a Light", de Katrina and the Waves para o recorde (televoto foi só utilizado por 5 países até 1997). Este recorde foi quebrado mais tarde por Fairytale, a canção vencedora em 2009, que marcou 16 vezes 12 pontos, e é actualmente detida pela vencedora de 2012, Euphoria, que recebeu 18 vezes 12 pontos.

## Autores
| Autores                                     |
| ------------------------------------------- |
| Letrista: Christos Dantis, Natalia Germanou |
| Compositores: Christos Dantis               |

## Gráficos e certificações

### Charts
| Chart (2005)                                   | Melhor posição |
| ---------------------------------------------- | -------------- |
| Áustria (Ö3 Austria Top 75)                    | 44             |
| Bélgica (Ultratop 50 de Flandres)              | 10             |
| Bélgica (Ultratop 50 da Valônia)               | 36             |
| Eurochart Hot 100 Singles                      | 17             |
| O campo songid é OBRIGATÓRIO PARA PARADA ALEMÃ | 37             |
| Greece (IFPI Greece)                           | 1              |
| Hungary (Mahasz)                               | 9              |
| Países Baixos (Single Top 100)                 | 24             |
| Romania (UPFR)                                 | 4              |
| Suécia (Sverigetopplistan)                     | 1              |
| Suíça (Schweizer Hitparade)                    | 15             |
| Turkey (Turkish Singles Chart)                 | 33             |

| Charts (2006)                               | Melhor posição |
| ------------------------------------------- | -------------- |
| Estados Unidos (Billboard Dance Club Songs) | 8              |
| US Billboard Hot Dance Singles Sales        | 25             |

### Certificação
| Chart  | Fornecedores | Melhor posição | Certificação |
| ------ | ------------ | -------------- | ------------ |
| Grécia | IFPI         | 1              | Platinum     |
| Suécia | GLF          | 1              | Gold         |